# Сен-Каррёк
Сен-Каррёк (фр. Saint-Carreuc, брет. Sant-Kareg, галло Saent-Caroec) — коммуна во Франции, которая находится в регионе Бретань. Департамент — Кот-д’Армор. Входит в состав кантона Плентель. Округ коммуны — Сен-Бриё.
Код INSEE коммуны — 22281.

## География
Коммуна расположена приблизительно в 380 км к западу от Парижа, в 85 км западнее Ренна, в 13 км к югу от Сен-Бриё.

## Население
Население коммуны на 2016 год составляло 1 509 человек.
| 1962 | 1968 | 1975 | 1982 | 1990 | 1999 | 2008 | 2016 |
| ---- | ---- | ---- | ---- | ---- | ---- | ---- | ---- |
| 965  | 917  | 859  | 1072 | 1217 | 1227 | 1476 | 1509 |

## Администрация
| Период | Период | Фамилия      | Партия       | Примечания |
| ------ | ------ | ------------ | ------------ | ---------- |
| 2001   | 2008   | Мишель Терье |              |            |
| 2008   |        | Андре Ро     | Разные левые | техник     |

## Экономика
В 2007 году среди 960 человек в трудоспособном возрасте (15—64 лет) 744 были экономически активными, 216 — неактивными (показатель активности — 77,5 %, в 1999 году было 72,5 %). Из 744 активных работали 721 человек (380 мужчин и 341 женщина), безработных было 23 (8 мужчин и 15 женщин). Среди 216 неактивных 85 человек были учениками или студентами, 80 — пенсионерами, 51 были неактивными по другим причинам.

## Достопримечательности
- Монументальный крест Сен-Геан (XVIII век). Исторический памятник с 1927 года[3]

## Фотогалерея
- Монументальный крест Сен-Геан
- Карта коммуны